# St. Bartholomäus (Kirschhausen)

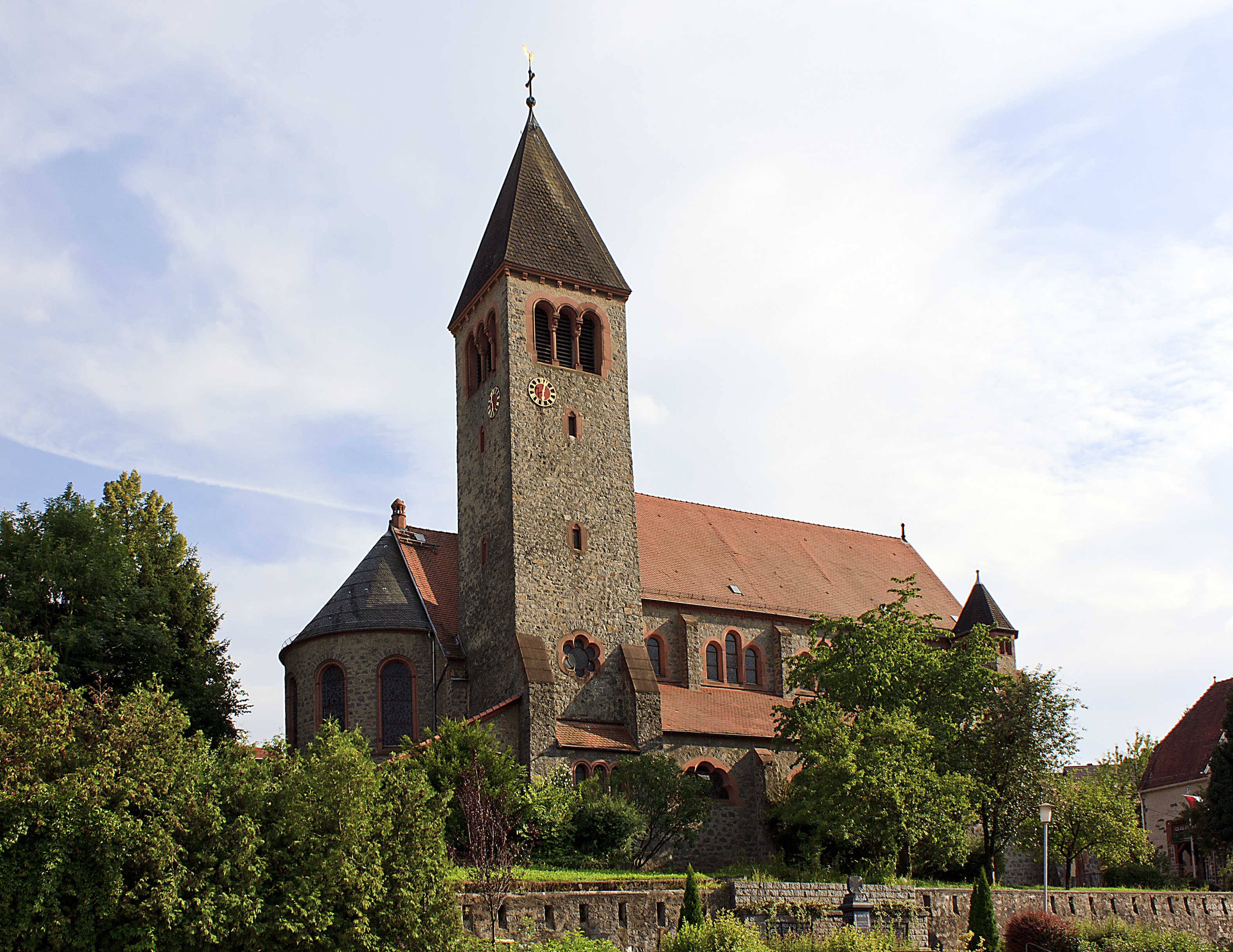
Kirschhausen, St. Bartholomäus

Die römisch-katholische, denkmalgeschützte Kirche St. Bartholomäus steht in Kirschhausen, einem Ortsteil der Gemeinde Heppenheim im Landkreis Bergstraße in Hessen. Die Kirche gehört als Filiale zur Großpfarrei Hl. Marianne Cope Heppenheim in der Region Südhessen des Bistums Mainz.

## Beschreibung
Der nach Plänen von Ludwig Becker 1904/05 gebaute neuromanische Sakralbau ist keine richtige Basilika, da er nur ein Seitenschiff besitzt. Das Bauwerk besteht aus einem hohen, mit einem Satteldach bedeckten Mittelschiff, das von Strebepfeilern gestützt wird, einem mit einem Pultdach bedeckten niedrigen Seitenschiff, das ebenfalls von Strebepfeilern gestützt wird, einem halbrund schließenden Chor und einem hohen, im Grundriss quadratischen Kirchturm in der Ecke zwischen Seitenschiff und Chor, der mit einem Pyramidendach bedeckt ist. Der Chor weist hohe Bogenfenster auf, das Mittelschiff dreiteilige in der Mitte überhöhte Obergaden und das Seitenschiff breite Fenster mit Fünfpass. Der Turm hat in seinem obersten Geschoss Triforien als Klangarkaden, hinter denen sich der Glockenstuhl befindet. 
Die fünf Joche des Mittelschiffs sind mit Kreuzgratgewölben überspannt. Zum Seitenschiff öffnen sie sich mit Arkaden. Der Chor ist mit einem Kreuzrippengewölbe überspannt. Die Kirchenausstattung stammt zum Teil von Georg Busch. 
Die Orgel mit 18 Registern auf zwei Manualen und Pedal wurde 1937 von Michael Körfer gebaut.